# Het slimme varken
Het slimme varken is het 229ste stripverhaal van Jommeke. De reeks wordt getekend door striptekenaar Jef Nys.

## Personages
In dit verhaal spelen de volgende personages mee:
- Jommeke, Flip , Filiberke, Annemieke, Rozemieke, Marie, Teofiel, Professor Gobelijn, en het "zwijntje"

## Verhaal
In het holst van de nacht klinkt een vreugdekreet ten huize van Professor Gobelijn. Een nieuw experiment om kennis via een computer naar een levend wezen over de brengen is klaar. Hij belt meteen Jommeke. Deze loopt pas de volgende morgen bij de professor langs. Wat blijkt nu. Gobelijn is op zoek naar een proefkonijn om een toegangspoortje voor de computer in de hersenen in te bouwen. Jommeke bedankt feestelijk hiervoor en geeft de raad aan Gobelijn het bij een dier te proberen. Als snel wordt besloten om een varken te gebruiken. Bij Boer Snor vinden ze meteen het geschikte exemplaar. Alles blijkt perfect in orde.
Wanneer de professor plots weg moet komt het varken onder de hoede van Jommeke. Het dier helpt Jommeke en Filiberke bij het oplossen van moeilijke vraagstukken. Al gauw komt bij de meester van de klas alles aan het licht. Deze vondst van Gobelijn wordt al snel wereldnieuws. In een Engelse school wordt al snel beslist dat het niet kan dat zo'n dier superslim is. Het boze plan om het dier te ontvoeren neemt vaste vorm aan. De ontvoering, door de tuchtmeester Karwats, verloopt bijna feilloos. Enkel zijn verloren hoofddeksel zorgt voor een sterk spoor naar Engeland. Jommeke grijpt in en kan, net voor de Engelse leraren het dier weer dom willen maken, met het varken ontsnappen.
Boer Snor houdt aan dit hele avontuur een geweldige hulp voor zijn administratie over.

## Uitgeverij
- Vanaf dit stripalbum verscheen tot en met album 241 elk stripalbum onder uitgeverij  Mezzanine.

## Achtergronden bij het verhaal
- Bij aankoop van dit verhaal, kreeg je gratis een unieke tekening van Jommeke erbij.
- In album De Rondekoning (2015), dat met beperkte oplage verscheen bij Het Nieuwsblad, krijgt het slimme varken een glansrol.